# Coppa del Mondo di nuoto artistico
La Coppa del mondo di nuoto artistico  è un concorso di nuoto artistico fondato dalla World Aquatics (WA). Ai vincitori delle varie categorie vengono assegnati dei premi in denaro.

## Sedi
| Paese (tot)               | Città (totale)            | 23 | 24 | 25 |
| ------------------------- | ------------------------- | -- | -- | -- |
| Canada (3)                | Markham (3)               | ●  | ●  | ●  |
| Cina (2)                  | Pechino (1)               |    | ●  |    |
| Cina (2)                  | Xi'an (1)                 |    |    | F  |
| Egitto (2)                | Soma Bay (2)              | ●  |    | ●  |
| Francia (3)               | Montpellier (1)           | ●  |    |    |
| Francia (3)               | Parigi (2)                |    | ●  | ●  |
| Spagna (1)                | Oviedo (1)                | F  |    |    |
| Ungheria (1)              | Budapest (1)              |    | F  |    |
| Totale tappe per edizione | Totale tappe per edizione | 4  | 4  | 4  |

## Medagliere
Aggiornato al 15 giugno 2025
| Posiz. | Nazione                     | Oro | Argento | Bronzo | Totale |
| ------ | --------------------------- | --- | ------- | ------ | ------ |
| 1      | Spagna                      | 31  | 21      | 17     | 69     |
| 2      | Cina                        | 30  | 16      | 5      | 50     |
| 3      | Giappone                    | 12  | 16      | 5      | 33     |
| 4      | Italia                      | 9   | 7       | 10     | 26     |
| 5      | Ucraina                     | 8   | 8       | 2      | 19     |
| 6      | Kazakistan                  | 6   | 13      | 10     | 29     |
| 7      | Messico                     | 6   | 4       | 4      | 14     |
| 8      | Austria                     | 6   | 2       | 2      | 10     |
| 9      | Stati Uniti                 | 5   | 4       | 10     | 19     |
| 10     | Israele                     | 4   | 3       | 5      | 12     |
| 11     | Regno Unito                 | 4   | 2       | 5      | 11     |
| 12     | Colombia                    | 3   | 7       | 11     | 21     |
| -      | Atleti Neutrali Autorizzati | 3   | 3       | 5      | 11     |
| 13     | Germania                    | 3   | 5       | 0      | 8      |
| 14     | Canada                      | 2   | 9       | 11     | 22     |
| 15     | Grecia                      | 1   | 1       | 2      | 4      |
| 16     | Francia                     | 0   | 3       | 7      | 10     |
| 17     | Australia                   | 0   | 2       | 1      | 3      |
| 18     | Paesi Bassi                 | 0   | 1       | 7      | 8      |
| 19     | Svizzera                    | 0   | 1       | 0      | 1      |
| 19     | Thailandia                  | 0   | 1       | 0      | 1      |
| 19     | Georgia                     | 0   | 1       | 0      | 1      |
| 22     | Slovacchia                  | 0   | 0       | 4      | 4      |
| 23     | Aruba                       | 0   | 0       | 3      | 3      |
| 24     | Belgio                      | 0   | 0       | 1      | 1      |
| 24     | Egitto                      | 0   | 0       | 1      | 1      |
| 24     | Rep. Ceca                   | 0   | 0       | 1      | 1      |
| Totale | Totale                      | 133 | 130     | 129    | 392    |

## Plurivincitori

### Donne
| Pos | Atleta               | Vittorie totali | Vit. Solo | Vit. Duo | Vit. Team |
| --- | -------------------- | --------------- | --------- | -------- | --------- |
| 1   | Xu Huiyan            | 13              | 8         | 1        | 4         |
| 2   | Iris Tió             | 11              | 1         | 6        | 4         |
| 3   | Sara Saldaña         | 8               | 0         | 2        | 6         |
| 3   | Alisa Ozhogina       | 8               | 0         | 2        | 6         |
| 5   | Lin Yanjun           | 7               | 0         | 2        | 5         |
| 6   | Moe Higa             | 6               | 0         | 2        | 4         |
| 7   | Cristina Arámbula    | 6               | 0         | 0        | 6         |
| 7   | Txell Ferré          | 6               | 0         | 0        | 6         |
| 7   | Marina García Polo   | 6               | 0         | 0        | 6         |
| 10  | Yukiko Inui          | 5               | 5         | 0        | 0         |
| 11  | Yukiko Inui          | 5               | 0         | 4        | 1         |
| 12  | Vladyslava Aleksiïva | 5               | 0         | 2        | 3         |
| 12  | Maryna Aleksiïva     | 5               | 0         | 2        | 3         |
| 12  | Tomoka Sato          | 5               | 0         | 2        | 3         |
| 12  | Cheng WentaoSato     | 5               | 0         | 2        | 3         |
| 16  | Lilou Lluís Valette  | 5               | 0         | 1        | 4         |
| 17  | Jaime Czarkowski     | 5               | 0         | 0        | 5         |
| 17  | Jacklyn Luu          | 5               | 0         | 0        | 5         |
| 17  | Daniella Ramirez     | 5               | 0         | 0        | 5         |
| 17  | Paula Ramírez        | 5               | 0         | 0        | 5         |
| 17  | Xiang Binxuan        | 5               | 0         | 0        | 5         |
| 17  | Wu Jingyan           | 5               | 0         | 0        | 5         |
| 17  | Chang Hao            | 5               | 0         | 0        | 5         |

### Uomini
| Pos | Atleta                     | Vittorie totali | Vit. Solo | Vit. Duo | Vit. Team |
| --- | -------------------------- | --------------- | --------- | -------- | --------- |
| 1   | Dennis Gonzalez Boneu      | 16              | 3         | 11       | 2         |
| 2   | Muye Guo                   | 5               | 4         | 1        | 0         |
| 3   | Fernando Díaz del Río Soto | 4               | 1         | 3        | 0         |
| 4   | Gustavo Sánchez            | 3               | 3         | 0        | 0         |
| 5   | Filippo Pelati             | 3               | 2         | 1        | 0         |
| 5   | Ranjuo Tomblin             | 3               | 2         | 1        | 0         |
| 7   | Wang Qianyi                | 3               | 0         | 3        | 0         |
| 8   | Yang Shuncheng             | 2               | 2         | 0        | 0         |
| 9   | Eduard Kim                 | 2               | 1         | 1        | 0         |